# Lundtoftbjerg
 Der er for få eller ingen kildehenvisninger i denne artikel, hvilket er et problem. Du kan hjælpe ved at angive troværdige kilder til de påstande, som fremføres i artiklen.

Lundtoftbjerg er en lille bakketop på vejen syd for landsbyen Lundtoft der ligger på landevejen mellem Kruså og Åbenrå. Her udkæmpedes om morgenen d. 9. april 1940 den første kamp, under besættelsen, mellem de fremrykkende tyske styrker og de fåtallige danske tropper.
En cyklist-og et motorcykeldeling fra den nærliggende Søgårdlejren ødelagde to tyske panservogne og dræbte et ukendt antal tyske soldater inden de måtte trække sig tilbage. Under tilbagetoget dræbtes en dansk soldat fra et tysk flys maskingeværer.
|  | Denne artikel om lokaliteten Lundtoftbjerg kan blive bedre, hvis der indsættes et (bedre) billede. Du kan hjælpe ved at afsøge Wikimedia Commons for et passende billede eller lægge et op på Wikimedia Commons med en af de tilladte licenser og indsætte det i artiklen. |

54°54′43″N 9°26′36″Ø / 54.91192°N 9.44331°Ø